# کانارانا (ماتو گروسو)
کانارانا (به پرتغالی: Canarana) یک منطقهٔ مسکونی در برزیل است که در ماتو گروسو واقع شده است. کانارانا ۱۰٬۸۳۴٫۳۲۵ کیلومتر مربع مساحت و ۲۱٬۸۴۲ نفر جمعیت دارد و ۲۰۰ متر بالاتر از سطح دریا واقع شده است.